# 齊藤健一郎
齊藤 健一郎（さいとう けんいちろう、1980年〈昭和55年〉12月25日 - ）は、日本の実業家、政治家、YouTuber。NHK党の参議院議員（1期）、ホリエモン新党会計責任者。堀江貴文の運転手兼秘書（マネージャー）、アドベンチャーレースNISEKO EXPEDITION主催者、堀江政経塾塾長。

## 来歴
兵庫県尼崎市出身。小学校4年の時から野球を始め、神戸弘陵学園高等学校を経て、奈良産業大学に野球推薦で入学するが、その後退部。同大法学部法学科を卒業後、大学時代のアルバイト先の一つである兵庫県西宮市のカフェレストランaquaLstyle（アクアエルスタイル）に入社する。
結婚を機にクルマ情報誌「Goo」を手がけるプロトコーポレーションに入社。
2007年、兵庫県西宮市にあった株式会社aquaLstyleの前オーナーから事業を譲り受け、代表取締役に就任。
28歳の時に橋下徹大阪府知事（当時）の政治に対する姿勢を見て「これからの時代、子供から憧れられる職業になる」と確信し「その時代の見本となる政治家になっていたい」と思い、政治家を志す。
2018年、株式会社aquaLstyleを売却する。同年、友人の紹介で知り合った実業家の堀江貴文の運転手兼秘書となる。
2020年6月17日に東京都庁で記者会見を開き、7月5日投票の2020年東京都知事選挙で、ホリエモン新党の公認とNHKから国民を守る党の推薦を得て立候補を表明した。得票5114票、得票率0.08パーセント (%)、22人中14位で落選。
2021年10月19日に、10月31日投票の第49回衆議院議員選挙の比例九州ブロックに「NHKと裁判してる党弁護士法72条違反で」公認で立候補した。政見放送に堀江とともに出演して堀江は「齊藤が当選したら僕が秘書をやる」と発言した。得票98506票（得票率1.56%）で落選した。
2022年4月6日、4月24日投票の参議院石川県選挙区補欠選挙へ「NHK受信料を支払わない国民を守る党」公認での立候補を表明し、投開票の結果得票9430票（得票率3.40%）で落選した。
2022年6月21日、NHK党の副党首に就任。
2022年7月10日の第26回参議院議員通常選挙では比例区から立候補したが、NHK党の当選者は1人で、齊藤は党内で4位で落選した。同年7月11日早朝、立花を乗せて千葉市若葉区内の高速道路を走行中、千葉県警にスピード違反で摘発されたが、交通反則切符の作成を拒否した。立花もスマートフォンで警察官を撮影し、応戦した（後述）。
2023年2月17日のNHK党の会見で、党首の立花は、比例区で当選したガーシーが参議院議員資格を失った場合、次点の山本太郎（れいわ新選組代表の山本太郎参議院議員とは同姓同名同年齢の別人）と3位の黒川敦彦幹事長に、繰り上げ当選の権利を辞退させて4位の齊藤を繰り上げ当選させる意向を示し、2月中に山本と黒川は比例代表の名簿から削除された。3月15日にガーシーの参議院議員除名処分が可決されて議員資格を失い、3月23日に齊藤の繰り上げ当選が決定し、3月24日の官報告示で効力が発生した。
3月29日には、政治家女子48党（旧NHK党）の臨時総会で大津綾香党首の辞任に伴う齊藤の代表就任が議決されたが、大津がそれを受け入れず齊藤と党臨時管理人・立花公美を相手取って、地位確認の仮処分を千葉地方裁判所に申し立てた。
8月9日に齊藤らは党名を「NHKから国民を守る党」に戻す方針を決め、翌10日に参議院の会派名が「NHKから国民を守る党」に変更された。一方で9月5日に中央選挙管理会は、齊藤が届け出た「NHKから国民を守る党」への党名変更と党代表者の変更に関し、認めないと決定した。選管は齊藤による届け出について「権限のある代表者によって提出されたのか疑義が解消されないため」と理由を説明した。
11月14日、総務省は大津が届け出た「みんなでつくる党」への党名変更を受理したと発表。参議院会派「NHKから国民を守る党」は名称変更しない。
2024年1月17日、総務省は9政党が政党交付金の受給申請を届け出たと発表。みんなでつくる党は期日までに齊藤・浜田聡両参議院議員の届け出書類への署名に同意が得られず、政党助成法上の政党要件を喪失した。19日、党は齊藤と浜田を除名したと発表。齊藤は除名を不服とし異議を申し立てた。
3月21日、東京地裁は齊藤が登記の代表者名を自身に変更するため、大津に「辞任した」との書面を作成するよう求めた訴訟について、請求を棄却した。

## 政策・主張

### 憲法
- 憲法改正について、2021年、2022年のアンケートで「賛成」と回答[34][35]。
- 憲法9条の改正について、2021年、2022年のアンケートで「改正して自衛隊の存在を明記すべきだ」と回答[34][35]。
- 憲法を改正し緊急事態条項を設けることについて、2021年のアンケートで「賛成」と回答[34]。

### 外交・安全保障
- 「敵基地攻撃能力」の保有について、2021年、2022年のアンケートで「賛成」と回答[34][35]。
- 日本の核武装について、2021年、2022年のアンケートで「日本は核兵器を保有すべきだ」と回答[34][35]。
- 普天間基地の辺野古移設について、2022年のアンケートで「賛成」と回答[35]。
- 徴用工訴訟問題や慰安婦問題などをめぐり日韓の対立が続くなか、関係改善についてどう考えるかとの問いに対し、2022年の毎日新聞社のアンケートで「韓国政府がより譲歩すべきだ」と回答[35]。

### ジェンダー
- 選択的夫婦別姓制度の導入について、2021年のアンケートで「賛成」と回答[34]。2022年のアンケートで「反対」と回答[35]。
- 同性婚を可能とする法改正について、2021年のアンケートで「賛成」と回答[34]。2022年のアンケートで「反対」と回答[35]。
- クオータ制の導入について、2021年のアンケートで「反対」と回答[34]。

### その他
- 森友学園を巡る公文書改竄問題で、財務省が開示を拒んでいた「赤木ファイル」が2021年6月22日、大阪地裁の命令によって公開されたことをめぐり、国の対応をどう考えるかとの問いに対し、2021年の毎日新聞社のアンケートで「さらに調査や説明をすべきだ」と回答[34]。
- 国会議員の被選挙権年齢の引き下げについて、2021年、2022年のアンケートで「賛成」と回答[34][35]。

## 人物
国会議員の初仕事は、1Fの参議院議員会館食堂のキャッシュレス化を実現したことだった。

### 報道
2022年7月11日早朝、千葉市若葉区内の高速道路を走行中、千葉県警にスピード違反で摘発されていたことを2023年4月に文春オンラインが報じた。車には当時NHK党党首だった立花孝志も同乗しており、齊藤は車両停止には応じたものの「スピード違反はしていない。ゴルフ場へ急いでいる」と主張、交通反則切符の作成を拒否し、県警から複数回の出頭要請を受けたがいずれも無視していた。齊藤は繰り上げ当選直後の2023年3月25日に同県警へ連絡し、スピード違反を認めて反則金の支払いに応じる考えを示した。